# Inapertwa
Dans la mythologie aborigène (spécifiquement Arrernte), les Inapertwa sont de simples créatures avec lesquelles Numakulla créa toutes les formes de vie sur Terre. Les Inapertwa, qui devinrent des organismes, en sont le totem.